# ガザのナタン

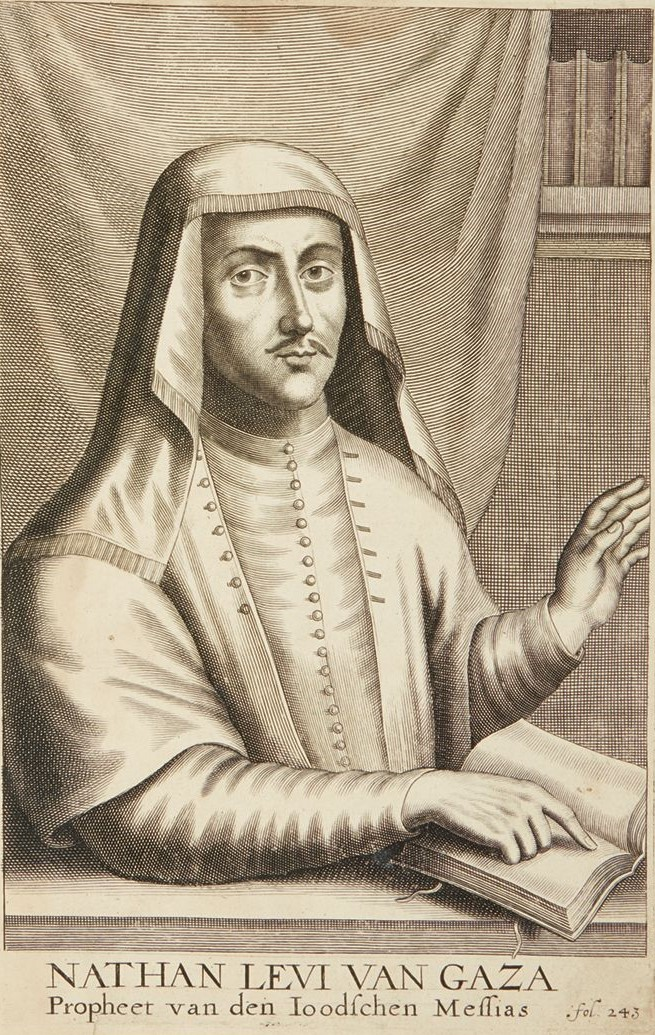
ガザのナタンの肖像画、1906年

ガザのナタン（Nathan of Gaza、ヘブライ語: נתן העזתי‎; 1643年 - 1680年1月11日）は、エルサレムで誕生した神学者、作家。彼は1663年に結婚した後、ガザに移住し、ユダヤ人のメシアを主張するシャブタイ・ツヴィの預言者として著名となった。

## 死
1680年1月11日の金曜日、ガザのナタンはオスマン帝国（現在の北マケドニアのスコピエ）で死去した